# Omul de Piltdown

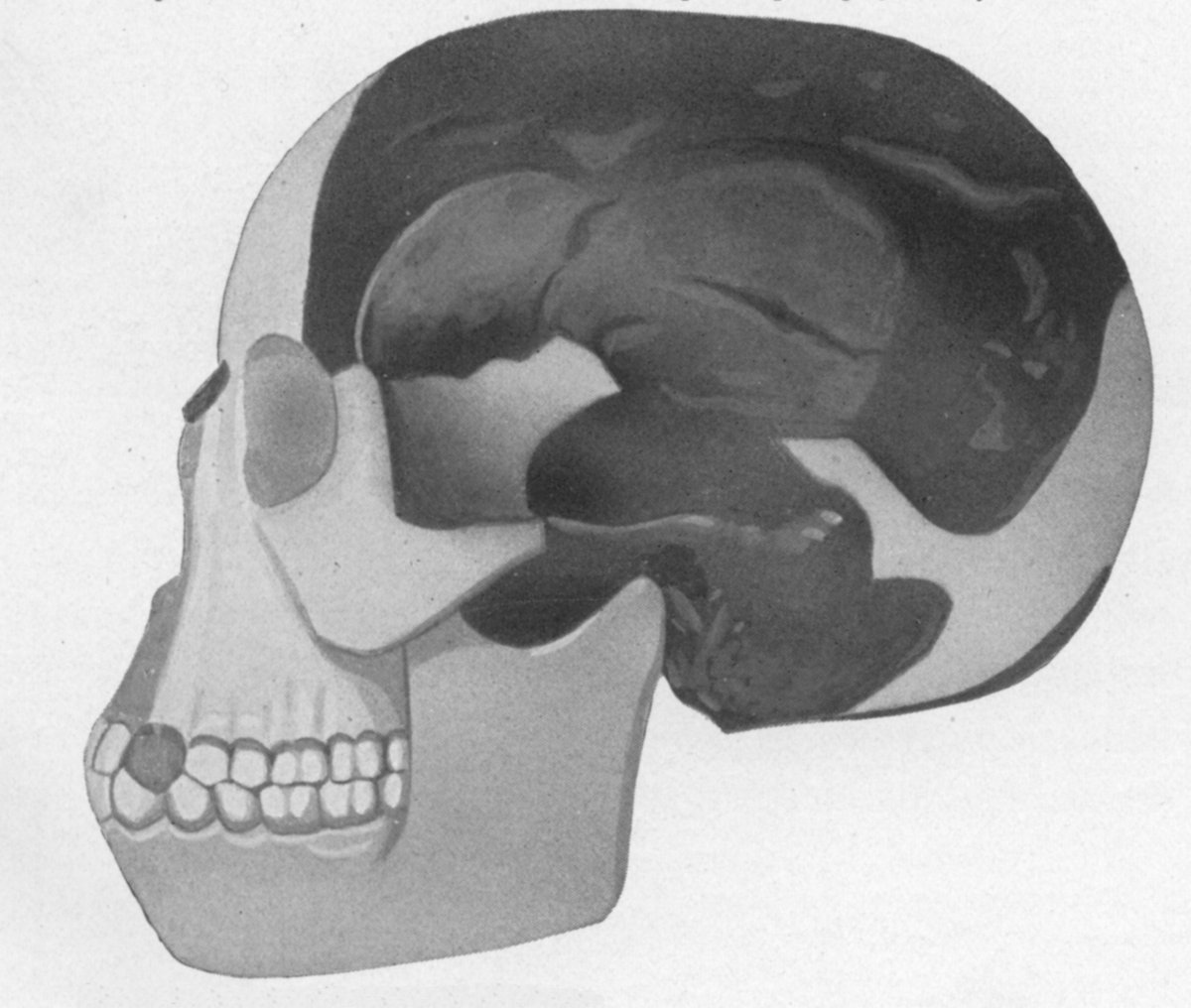
Aspectul craniului "Omului de Piltdown"

Omul de Piltdown este numele unei presupuse descoperiri a arheologului amator Charles Dawson, care consta în rămășițe fosilizate ale craniului unui humanoid.
În realitate, aceasta a fost o fraudă, maxilarul aparținând unui urangutan, iar restul oaselor unui bărbat adult din epoca modernă.
Înșelătoria a fost dovedită abia în 1953, timp de aproape 40 de ani specimenul fiind expus publicului și numit oficial Eoanthropus Dawsoni (după numele "descoperitorului").
Dawson susține că a descoperit fosilele în 1908, în perimetrul localității Piltdown East Sussex, ca în februarie 1912 să consulte paleontologul Arthur Smith Woodward, împreună cu care, în luna iunie a aceluiași an, să formeze o echipă pentru excavații locale, la care participă și paleontologul francez Pierre Teilhard de Chardin.